# François Charles Joseph Dupont
François Charles Joseph Dupont (Luik, 21 augustus 1821 – aldaar, 13 februari 1861) was een Belgisch violist. 
Hij was zoon van horlogemaker Frédéric Guillaume Dupont en Charlotte Augustus Antoinette Ophoven. Hoewel soms aangeduid als Joseph Dupont sr. is hij geen directe familie van violist Joseph Dupont.
Hij kreeg zijn muziekopleiding aan het Conservatorium van Luik van François Antoine Wanson (1788-1857) en François Prume. Kruseman omschreef hem als uitnemend violist.  Op zijn beurt gaf hij er ook les, leerlingen van hem zijn Martin Marsick en Rodolphe Massart (leraar van Eugène Ysaÿe) en zou twee opera’s (Ribeiro Pinto en L’ile d’or), kamermuziek en liederen gecomponeerd hebben.  